# Chiesa di San Giuseppe (Porto d'Adda)
La chiesa di San Giuseppe è la parrocchiale di Porto d'Adda, frazione di Cornate d'Adda, in provincia di Monza e Brianza e arcidiocesi di Milano; fa parte decanato di Trezzo sull'Adda.

## Storia
Nel XVI secolo, dove attualmente si colloca la chiesa di Porto, sorgeva un oratorio. Venne poi abbattuto e nel 1874 fu iniziata la costruzione di una nuova chiesa terminata nel 1877. Don Giulio Ambrosiani acquistò un ampio terreno dove costruire un'altra chiesa più grande, ma i lavori vennero immediatamente sospesi.
La parrocchia fu eretta il 12 novembre 1897 dal cardinale Andrea Carlo Ferrari.
Il cardinale Ildefonso Schuster ordinò il proseguimento dei lavori, che terminarono nel 1937.

### Descrizione
I materiali che vennero utilizzati sono i seguenti: mattoni, cotti sul posto e pietre, ceppo dell'Adda. Gli affreschi presenti all'interno della chiesa sono stati realizzati da Vanni Rossi, con l'aiuto di Mario Clerici. Guido Rossi e Pia Rossi contribuirono alla costruzione della Chiesa.
Gli affreschi rappresentano, oltre che figure mitologiche o astri, anche persone del paese, amici e parenti.
Vanni Rossi, che ha affrescato la chiesa di Porto, non ha vissuto in piena serenità e tranquillità la sua vita. Nel 1945 quando si concluse la seconda guerra mondiale perse il figlio e la moglie. Alla fine dei lavori, venne sorpreso da una stupenda notizia: il figlio maggiore, Silvano, era tornato salvo dalla guerra. Prese pennello e vernice e sbiancò il muro scrivendo: "Mio figlio Silvano è tornato dalla guerra sano e salvo". Gli affreschi collocati all'interno della chiesa rappresentano scene differenti. Per esempio, l'arco trionfale dell'arcata maggiore, descrive la scena in cui l'arcangelo Gabriele dice a Maria che presto concepirà un bambino.
Nella volta centrale, invece, viene rappresentata la Santissima Trinità: il Padre, il Figlio e lo Spirito Santo. Inoltre, al centro, possiamo notare un vasto gruppo d'angeli che sorreggono il libro delle Sacre Scritture.
Un ulteriore scena, molto importante, è quella che vede come protagonista l'imperatore Costantino col suo esercito al fianco. Nel 312 d.c., Costantino andò in battaglia, quando però gli apparve una scritta in latino: "In hoc signo vinces". Pur avendo un esercito molto debole e poco numeroso, I Romani vinsero la battaglia, ed il nemico affogò nel Tevere. Nell'anno successivo venne emanato, sempre dallo stesso imperatore, l'editto di Milano, nel quale si stabilì che i cristiani erano liberi di professare la propria religione, senza che venissero maltrattati o perseguitati.